# Região Integrada de Desenvolvimento da Grande Teresina
A Região Integrada de Desenvolvimento da Grande Teresina é uma região integrada de desenvolvimento econômico, criada pela lei complementar nº 112, de 19 de setembro de 2001, e regulamentada pelo Decreto Federal nº 4.367, de 9 de setembro de 2002. É constituída pelos municípios de Altos, Beneditinos, Coivaras, Curralinhos, Demerval Lobão, José de Freitas, Lagoa Alegre, Lagoa do Piauí, Miguel Leão, Monsenhor Gil, Teresina e União, no estado do Piauí, e pelo município de Timon, no estado do Maranhão, que se encontra na margem esquerda do rio Parnaíba, defronte à capital piauiense. Esses municípios ocupam uma área de 10.978,011 km², na qual vivem 1.250.488 habitantes, segundo o censo para 2022 do IBGE, representando 37% da população do estado do Piauí.
A atuação da RIDE abrange as principais áreas de desenvolvimento das cidades, incluindo infraestrutura, geração de emprego e capacitação profissional, saneamento básico (abastecimento de água, coleta e tratamento de esgoto e serviço de limpeza pública), uso e ocupação do solo. Com a instalação da RIDE, todas as ações executadas nos municípios passam a ser coordenadas pelo Conselho da Rede de Desenvolvimento, formado por prefeitos da região, escolhidos pela Codevasf, por representantes dos governos estaduais, que serão responsáveis pela escolha dos mesmos e por membros do Ministério da Integração Nacional e da Companhia de Desenvolvimento dos Vales do São Francisco e do Parnaíba.

## Municípios
| Município            | População (2022) | Área (km²) | Densidade demográfica |
| -------------------- | ---------------- | ---------- | --------------------- |
| Altos (PI)           | 47.453           | 957,617    | 49,51                 |
| Beneditinos (PI)     | 9.929            | 792,562    | 12,45                 |
| Coivaras (PI)        | 4.117            | 506,719    | 7,97                  |
| Curralinhos (PI)     | 4.413            | 362,793    | 12,16                 |
| Demerval Lobão (PI)  | 16.352           | 221,023    | 71,7                  |
| José de Freitas (PI) | 42.559           | 1538,205   | 27,66                 |
| Lagoa Alegre (PI)    | 8.256            | 394,658    | 20,91                 |
| Lagoa do Piauí (PI)  | 4.810            | 427,195    | 11,25                 |
| Miguel Leão (PI)     | 1.318            | 74,517     | 17,68                 |
| Monsenhor Gil (PI)   | 10.255           | 582,058    | 17,61                 |
| Teresina (PI)        | 866.300          | 1391,981   | 622,35                |
| Timon (MA)           | 174.465          | 1764,618   | 98,86                 |
| União (PI)           | 46.119           | 1173,447   | 39,30                 |
| Total                | 1.250.488        | 10.978,011 | 113,90                |

## Crescimento populacional
A população da região metropolitana de Teresina vem crescendo muito nos últimos anos, dobrando em menos de 30 anos.
Desde 1970 a RIDE de Teresina ganhou +873.107 habitantes, ou seja, triplicou sua população.

## Conurbação
Na RIDE da Grande Teresina, os municípios de Teresina (PI) e Timon (MA) estão conurbados, respondendo pelo maior contingente populacional da Região Metropolitana, juntos têm uma população estimada 1.228.672 de habitantes. As cidades imediatamente ligadas a Teresina são: Altos, José de Freitas, Demerval Lobão, Lagoa do Piauí, Monsenhor Gil e União e as ligadas intermediariamente são: Beneditinos, Coivaras, Curralinhos, Lagoa Alegre e Miguel Leão. Há também relativa continuidade com o agrupamento de cidades denominado Região Metropolitana do Leste do Estado do Maranhão, o que eleva ainda mais o contingente populacional da região. Se considerarmos a Grande Teresina e a conurbação com a Região Metropolitana do Leste Maranhense como um único agrupamento populacional para fins de comparação, com seus 1.624.000 habitantes, ela se posiciona como a quarta maior aglomeração populacional do Nordeste. 

### Distância geográfica de Teresina
| Município       | Distância (Km) |
| --------------- | -------------- |
| Altos           | 43             |
| Beneditinos     | 97             |
| Coivaras        | 74             |
| Curralinhos     | 85             |
| Demerval Lobão  | 39             |
| José de Freitas | 56             |
| Lagoa Alegre    | 88             |
| Lagoa do Piauí  | 46             |
| Miguel Leão     | 98             |
| Monsenhor Gil   | 64             |
| União           | 68             |